# Sobou FC
El Sobou FC es un equipo de fútbol de Papúa Nueva Guinea. El club se encuentra en Lae y ha conseguido 5 campeonatos de liga. además de dos participaciones en competiciones continentales.

## Palmarés
- Overall Championship (5): 2001, 2002, 2003, 2004, 2005
- Campeonato Regional de Momase (1): 2008